# Cornereva
Cornereva est une commune roumaine du județ de Caraș-Severin, dans la région du Banat, dans la partie occidentale de la Roumanie.
Selon les chiffres au 1er janvier 2009 de l'INSSE (Institutul National de Statistica), la commune compte 3 047 habitants.

## Administration

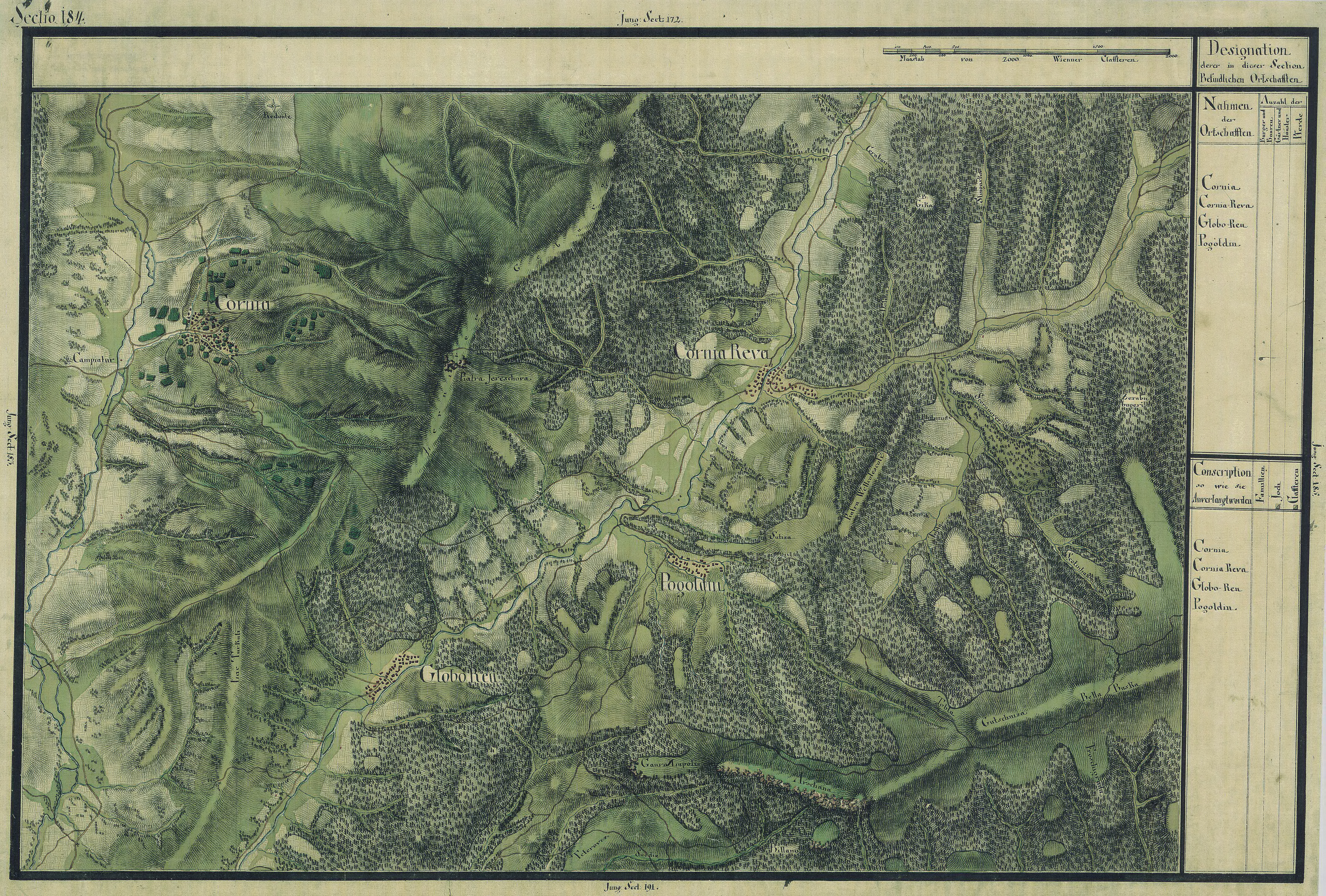
Cornereva sur une carte historique de la région du Banat, Relevé topographique joséphinien, 1769-1772

Administrativement, Cornereva est composée des quarante localités suivantes :
- Arsuri
- Bogâltin
- Bojia
- Borugi
- Camena
- Cireșel
- Cornereva
- Costiș
- Cozia
- Cracu Mare
- Cracu Teiului
- Dobraia
- Dolina
- Gruni
- Hora Mare
- Hora Mică
- Ineleț
- Izvor
- Lunca Florii
- Lunca Zaicii
- Mesteacăn
- Negiudin
- Obița
- Pogara
- Pogara de Sus
- Poiana Lungă
- Prisăcina
- Prislop
- Ruștin
- Scărișoara
- Strugasca
- Studena
- Sub Crâng
- Sub Plai
- Topla
- Țațu
- Zănogi
- Zbegu
- Zmogotin
- Zoina

## Démographie
Lors du recensement de 2011, 98,27 % de la population se déclarent roumains (1,72 % ne déclarent pas d'appartenance ethnique).

## Politique
| Parti | Parti                                                 | Sièges |
| ----- | ----------------------------------------------------- | ------ |
|       | Parti social-démocrate (PSD)                          | 7      |
|       | Parti national libéral (PNL)                          | 2      |
|       | Union nationale pour le progrès de la Roumanie (UNPR) | 2      |

## Personnalité liée à la commune
- Florica Vulpeș, kayakiste née à Cornereva. Elle est vice-championne du monde, en 2005 à Zagreb et championne d'Europe, en 2004 à Poznań, de sa discipline.